# Elam
För andra betydelser, se Elam (olika betydelser).
Elam var ett forntida rike i nuvarande sydvästra Iran. Den elamitiska kulturen varade från före 3000 f.Kr. till persisk tid 300 f.Kr. Elam låg öster om kulturerna i det forntida Mesopotamien och uppvisar kulturella likheter med dessa. Även landets historia är sammanflätad med Mesopotamien.

## Etymologi
Namnet Elam kommer från Gamla Testamentet i Bibeln. Det är ett lån från det arameiska namnet på landet, Elamti (akkadiska: Elamtu). Elamiterna själva kallade sitt land Halamti, Alamti, Hatamti eller Atamti. Folket som bebodde landet kallas för elamiter och deras språk för elamitiska. Av geografer efter Ptolemaios kallades det Susiana.

## Geografi
Elam omfattade dels ett högland i Zagrosbergen med sitt centrum runt staden Anshan samt ett lågland öster om Tigris på den mesopotamiska flodslätten med staden Susa som centrum. Gränsen i nordväst mot Sumer/Babylonien utgjordes av sumpmarkerna i Tigris och Eufrats floddelta. Man har antagit att den forntida kustlinjen vid Persiska viken gick mycket högre upp i forntiden, men det verkar inte troligt för historisk tid. Hur som helst hade Elam via den seglingsbara floden Karun kontakt med Persiska viken i söder.

## Folk och språk
Elamiterna var varken semiter eller assyrier och araméer till skillnad från sina grannfolk. Försök har gjorts att bevisa deras språks släktskap med sumeriska och med dravidiska språk i Indien utan övertygande framgång. En hypotes är att elamiterna tillhörde en större språkgemenskap med Centralasien innan indoeuropeiska folk bosatte sig där och trängde undan elamitiskans föregångare.
Elamitiskan är ett agglutinerande språk likt många asiatiska språk. Den proto-elamitiska skriften började användas omkring 3200 f.Kr. Denna skrift har inte dechiffrerats, men troligen är språket elamitiska. I så fall är det tillsammans med fornegyptiska och sumeriska världens äldsta kända språk. Från omkring 2500 f.Kr. finns elamitiska texter bevarade skrivna med kilskrift.

## Historia

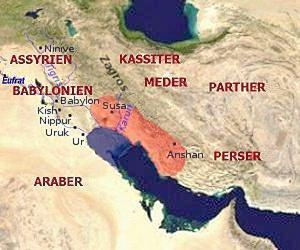
Elam.

Elam är en av världens äldsta civilisationer. Dess historia och kultur uppvisar en kontinuitet över fyra årtusenden, vilket endast det forntida Egypten kan tävla med i den Främre Orienten.
Elams historia präglades av en ständigt pågående maktkamp med grannfolken som bebodde Mesopotamiens flodslätt i väster, oavsett vilket folk som för tillfället fanns där. Dessa folk växlande under tre årtusenden mellan sumerer, akkader, araméer, amoriter, kassiter, assyrier och kaldéer. Fiendskapen kan förklaras med att södra Mesopotamien, som var ett rikt jordbruksland, saknade naturresurser som koppar, sten och timmer. Dessa fanns däremot i Zagrosbergen, vilka kontrollerades av Elam. Samtidigt utövade den mesopotamiska flodslätten med sina rika städer en lockelse för elamiterna vilka bebodde ett kargare landskap.

### Historiska perioder
- Proto-elamitiska perioden 3200-2700 f.Kr.
- Gammal-elamitiska perioden 2700-1600 f.Kr.
  - Awan-dynastin
  - Shimashk-dynastin
  - Eparti-dynastin
- Medel-elamitiska perioden 1500-1100 f.Kr.
  - Kidinuid-dynastin
  - Igihalkid-dynastin
  - Shutrukid-dynastin
- Neo-elamitiska perioden 1100-539 f.Kr.
  - Neo-elamitiska dynastin
- Persisk tid 539-331 f.Kr.
  - Akemenidiska dynastin
- Alexander den stores erövring av Susa 331 f.Kr.

### Den proto-elamitiska perioden
Landet Elams historia kan spåras tillbaka till det fjärde årtusendet f.Kr. Området omfattades då av den mesopotamiska Uruk-kulturen. Omkring 3200 f.Kr. inleds den proto-elamitiska perioden. Från den tid kommer de äldsta texterna som är bland de absolut äldsta kända i världen. Denna proto-elamitiska skrift har stora likheter med sumerernas första kilskrift. Man har antagit att skriften spreds från Sumer till Elam, men det kan lika gärna ha varit det omvända förhållandet.

### Den gammal-elamitiska perioden
Enligt den sumeriska kungalistan erövrades Elam på 2600-talet f.Kr. av kung Enmebaragesi av Kish. Detta är det äldsta historiska omnämnande av landet Elam och inleder den gammal-elamitiska perioden. Olika dynastier från Sumer och Elam dominerade omväxlande varandra. Sargon av Akkad erövrade Elam omkring 2300 f.Kr. och landet styrdes av akkadiska kungar tills det akkadiska rikets slut. Den elamitiska dynastin från staden Awan regerade sedan Elam. Awan-dynastin ersattes av en ny elamitisk dynasti från Simash omkring 2100 f.Kr. Gutierna, ett folk från norr, ansatte både Sumer och Elam vid denna tid. Den starkaste motståndaren blev därefter den sumeriska staden Urs tredje dynasti. Urs kung Shu-Sin försökte blidka elamiterna genom att gifta bort sin dotter till kungen av Anshan. Ur försvagades alltmer av den jordbrukskris som inleddes runt millennieskiftet och invandringen av amoriter västerifrån. Kung Kindattu av Shimash-dynastin tog tillfället i akt och plundrade Ur ca 1950 f.Kr. Urs sista kung Ibbi-Sin togs till fånga och stadens gudastaty togs som krigsbyte, vilket hos forntidens folk hade ett enormt symbolvärde.
Elamiterna behärskade inte Ur särskilt länge utan kördes ut ur Sumer av den nya amoritiska dynastin av Isin. I slutet av 1900-talet f.Kr. grundades en ny dynasti av Eparti. De sumeriska stadsstaterna i Mesopotamien hade nu ersatts av amoritiska småriken vilka kämpade om makten. Larsa var först en mäktig amoritisk motståndare, men senare installerade en elamit, Warad-Sin, på tronen i staden. Babyloniens kung Hammurabi förde ett långt krig mot Warad-Sins bror Rim-Sin och erövrade slutligen Larsa. Elamiterna under kung Siwe-Palar-Khuppak allierade sig nu med Babylons fiender assyrierna och stadsstaten Eshnunna. Båda föll slutligen för det gammal-babyloniska riket omkring 1700 f.Kr. Elam försvagades troligen därav och det finns få källor från tiden fram till Kidinuid-dynastin.

### Medel-elamitisk tid
Omkring 1500 f.Kr. regerades Susa och Anshan av Kidinuid-dynastin. Det kulturella inflytandet från höglandet gjorde sig nu starkare gällande i låglandet runt Susa. Igihalkid-dynastin härskade ca 1400-1200 f.Kr. i Elam, samtida med kassiter-dynastin i Babylonien. Elam erövrades för en kort tid av den kassitiska kungen Kurigalzu II på 1300-talet f.Kr. Elam drogs sedan in i den långvariga assyrisk-kassitiska konflikten. När den kassitiska kungen Kashitiliash IV besegrats av elamiterna angrep assyrierna Babylon norrifrån. Elams makt växte och riket bevarade sedan sitt oberoende trots nya kassitiska attacker. Den efterföljande Shutrukid-dynastin gjorde framgångsrika krigståg mot Babylonien. Som krigsbyte förde man bort Marduks gudastaty från Babylon, och stelen med Hammurabis lag. Den återfanns senare i modern tid av arkeologer i Susa. Den sista kassitiska kungen dödades i ett slag mot elamiterna, men det babyloniska riket bestod under den nya babyloniska kungen Nebukadnessar I. Nebukadnessar intog Susa och återförde Marduks gudastaty i triumf till Babylon. Den elamitiska kungen Khutelutush-In-Shushinak flydde till Anshan och slutet kom för Shutrukid-dynastin.

### Neo-elamitisk tid

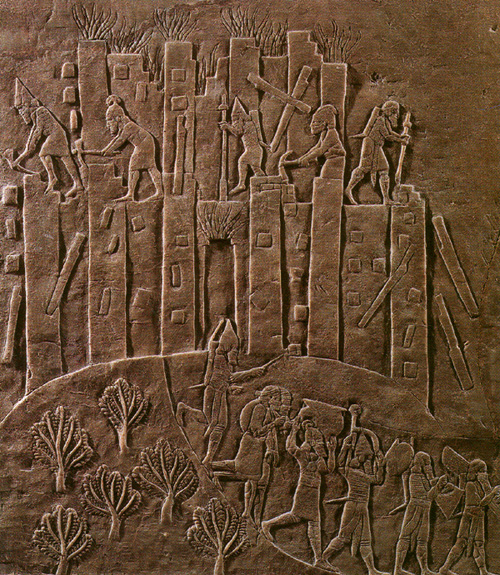
Den assyriska plundringen av Susa 648 f.Kr. Assyrisk stenrelief från Nineve (Kuyunjik), numera i British Museum.

Därefter följer en 300 år lång mörkertid, vilken man saknar källor för i Elams historia. Från assyriska källor vet man sedan att elamiterna var deras fiender och allierade sig med babylonierna mot dem. Under 700-talet f.Kr. kom det till hårda strider med assyrierna under kung Sargon II. Elam erövrades slutligen av den assyriska kungen Ashur-bani-pal under 600-talet f.Kr. Landets kung Tempti-Khumma-In-Shushinak dödades och huvudstaden Susa plundrades. Elam återtog sin självständighet när det ny-assyriska riket började falla i slutet av 600-talet f.Kr. Ett antal elamitiska småriken bestod sedan tills perserna erövrade Elam österifrån vid mitten av 500-talet f.Kr. Susa skulle bli en av Perserrikets huvudstäder. Även om riket Elam för alltid var borta skulle den elamitiska kulturen influera Perserriket tills Alexander den stores erövring av Susa 331 f.Kr.

## Kultur och samhälle
En kulturell gräns gick mellan de elamiter som bebodde flodslätten i låglandet och de som fanns uppe i det mer avlägsna höglandet. Låglandskulturen var starkare influerad av samtida mesopotamiska kulturer i väster. Livet i jordbrukssamhället i låglandet var mer likt livet i Mesopotamien jämfört med höglandets annorlunda klimatförhållanden.

### Rikets styrelse
Det elamitiska riket kan liknas vid en federation av olika stadsstater under en ledande kungadynasti. Kungen styrde med sina bröder som underordnade. Vid kungens död ärvdes tronen i första hand av hans bror och först därefter av sönerna i nästa generation. Svårigheten med att samla landets resurser ledde förmodligen till att något stort elamitiskt rike aldrig utvecklades trots framgångsrika fälttåg mot södra Mesopotamien. Detta federativa system ersattes gradvis av en centralmakt som styrde från staden Susa under medel-elamitisk tid. Maktfördelningen ändrades också och tronen ärvdes direkt av kungens son. Systemet med en centralmakt bröt samman under neo-elamitisk tid då landet på nytt uppdelades i småriken.

### Handel
Elam hade rika naturtillgångar i form av metaller, sten och timmer. Dessa var särskilt eftertraktade av folken i Mesopotamien vilka saknade dessa naturtillgångar. De två grannländerna tycks ha föredragit erövring och plundringståg som ett sätt att komma över varandras värdefulla naturtillgångar. Den sumeriska kungen Gudea nämner hur elamiterna kom med timmer till hans tempelbyggen. Ädelstenen lapis lazuli hämtades från Centralasien, troligen i nuvarande Afghanistan, och fördes utmed den rutt som långt senare skulle bli början av Sidenvägen västerut. Likaså har man antagit att tenn fördes därifrån vidare till Assyrien, men några bevis för detta finns inte. Handeln med Centralasien skedde troligen indirekt med mellanhänder. I Godin Tepe nära Hamadan gjordes arkeologiska fynd under 1970-talet vilka tydde på kontakter med Elam. Arkeologen Cuyler-Young (1976) föreslog att de var spår av elamitiska köpmän från Susa. Fynd från platser i Elam har gjorts med ursprung från Induskulturen i Indien. Det är möjligt att elamiterna, liksom sumererna, handlade direkt med Indien via sjövägen genom Persiska viken. Susa stod i förbindelse med havet via floden Karun. Återigen finns det inga texter som styrker en elamitisk handel med Indien och elamiterna tycks inte ha varit ett sjöfarande folk. Varor från Induskulturen kan ha nått Elam med Sumer som mellanhand.
Elams kontakter med andra länder begränsade sig till Sumer och Akkad, senare Assyrien och Babylonien och slutligen Persien. De andra mäktiga staterna under den medel-elamitiska perioden, det forntida Egypten och Hettiterriket, nämner aldrig staten Elam eller dess folk.

### Religion
De elamiter som bebodde låglandet runt Susa var influerade av mesopotamisk religion medan höglandets invånare hade andra elamitiska gudar. Flera försök gjordes under historien för att stärka höglandets religion även i låglandet. De mesopotamiska gudarna Adad, Ea, Enlil, Erra, Ishtar och Sin dyrkades av folket i låglandet. Inshushinak var en elamitisk gud, vars namn betyder Susas herre. Tillsammans med gudarna Ishnikarab och Lagamal var detta den viktigaste elamitiska kulten i Susa under den gammal-elamitiska tiden. Kulten av Napirisha, en elamitisk gud från höglandet, spred sig till låglandet under medel-elamitisk tid. Det var kung Untash-Napirisha från Kidinuid-dynastin som lät bygga tempelstaden Al-Untash-Napirisha i låglandet. I dess tempel gavs Napirisha en överordnad position över Inshushinak, liksom höglandets stad Anshan nu fick en överordnad position över Susa. Det byggdes även tempel åt andra av höglandets gudar i Susa och i andra städer.
Tempelarkitekturen i låglandet tog emot starka influenser från Mesopotamien. Tempeltorn, zikkurat, med en helgedom på toppen byggdes bredvid lägre tempel. Till skillnad från i Mesopotamien omgavs tempelområdena av en helig trädlund. Trädlunden kan ha varit en symbol för dödsriket, och de elamitiska kungarna begravdes i tempelområdet. I höglandet var helgedomarna belägna uppe i bergen och hade mer karaktären av heliga platser än tempelområden. Reliefer från bergväggarna visar hur religiösa ceremonier ägde rum där under medverkan av härskaren. En intressant jämförelse är de hettitiska bergshelgedomarna i Anatolien.
En viktig del av kulten rörde livet efter döden. Inshushinak var tillsammans med Ishnikarab och Lagamal dödsrikets domare. Dödsrikets gud i Mesopotamien, Nergal, identifierades med Lagamal. Som beskrivits ovan var Inshushinak även gudarnas herre, men blev senare ersatt av Napirisha i den officiella kulten. Dessa var kungamaktens beskyddare. Pingir var fruktbarhetens gudinna. De ceremonier som hölls i höglandets bergshelgedomar kan mycket väl tolkas som årliga fruktbarhetsriter ledda av landets härskare.

### Konst
Elamiterna var skickliga i att gjuta och hamra brons och guld till vackra föremål. Olika metallföremål utformades som djur och dessa användes troligen i den religiösa kulten. Små cylindersigill framställdes även efter mesopotamisk förebild, men ingraverades med scener hämtade ur den elamitiska mytologin. En annan konstform med mesopotamiskt ursprung var glaserade tegel som började användas för att dekorera byggnader under den medel-elamitiska perioden.